# しもぐち☆雅充
しもぐち☆雅充（しもぐち スター まさみつ、1971年3月30日 - ）は、京都府京都市出身のラジオパーソナリティ・DJ、歌手。愛称『スター』。血液型はA型。

## 略歴
京都府京都市出身。京都府立北嵯峨高等学校出身。野球部に入部し、2年生時に第69回全国高等学校野球選手権大会に出場。
1994年～2002年コーラスグループVOICESの一員として活動。
その後、地元・京都に戻りソロ活動を開始。
2003年　α-StationにてDJデビュー。
2005年　後藤晃宏と共同主宰者となりライブイベント「レトロロック・フェスティバル」を開催。以降隔月開催。2014年8月、50回を区切りに終了。2016年2月、タイトルを「レトロック」に改題して再開。
2007年　谷口キヨコと「リリィ喜代口&ホセ雅口」名義でユニットを結成。デビューシングル「夜を焦がせ~CANDLE☆TONIGHT~」をリリース。
2012年　京都府・京丹波町にて「レトロロック･フェスティバルin京丹波（通称・黒豆ロック）」を開催。以降毎年秋季に一度開催。2015年から「黒豆ロック・フェスティバル」に改題し、5月最終日曜日開催。
2009年2月　結婚。現在一男一女の父。
2018年10月　阪急京都線洛西口駅にて、川上晶也との共同プロデュースによる「おとな食堂・京都」オープン。
2019年10月　「おとな食堂・京都」の店名を、お酒とごはん「キラボシ」に変更。
2020年4月　京都新聞 毎週金曜日に折込される「Iru▸miru」（旧：週刊テレビ&トマト）に「綺羅、☆の如し」で月一回のコラムを連載（2021年3月までの12回連載で終了）。
2020年9月22日　「しもぐち☆カップ2020秋」（主催/しもぐち☆カップ実行委員会　京都新聞企画事業株式会社・オータニにしきCC）を開催。参加者110名、ギャラリーとしてリスナー14名帯同、協賛社13社。表彰式前にはライヴを開催。
2021年5月5日　「しもぐち☆カップ2021春」を開催予定も緊急事態宣言中につき7/22に延期。
2021年7月22日　「しもぐち☆カップ2021」開催。参加者100名、ギャラリーとしてリスナー10名帯同、協賛社14社。表彰式前にはソーシャルディスタンスを保ちライヴを開催。
2022年5月5日　「しもぐち☆カップ2022」開催。参加者114名、ギャラリー8名帯同、協賛社18社。
2022年9月24日　しもぐち雅充とモーニングスタンダップ【Voしもぐち雅充（元VOICES）/Gt藤田キヨシ/Ba馬場つよし（元THE BBB）/Key長島ジュン（元THE BBB）/Drみやまん】1st アルバム「GOOD MONING」発売。販売はメルカリショップ、お酒とごはん「キラボシ」（2023/5/31で営業終了）、オータニにしきCCフロント（現在は販売終了）にて。
2023年5月4日　「しもぐち☆カップ2023」開催。参加者128名、ギャラリー11名帯同、協賛社19社。5月28日「黒豆ロックフェスティバル リターンズ」が4年ぶり開催。「リリィ喜代口&ホセ雅口」「しもぐち雅充とモーニングスタンダップ」として出演。5月31日をもって、阪急京都線洛西口駅 お酒とごはん「キラボシ」を閉店。
2023年12月より、葛野大路八条西北角2階で「キラボシ」として弁当販売を開始（月火木金11:00～）。
2024年5月6日　「しもぐち☆カップ2024」開催。参加者126名、ギャラリー18名帯同、協賛社15社。
2024年9月30日、FM大阪にて放送開始された、月～木曜早朝の帯番組「アサトク」を担当。これにより、1週間7日毎日ラジオレギュラー番組を持つこととなった。

## 出演

### 現在
- α-Station
  - RADIANT MORNING（毎週土曜日7:00 - 11:00、2009年4月4日 - ）[3]

- ABCラジオ
  - STAR☆MUSIC☆SUNDAY（毎週日曜日13:00 - 17:00、2013年1月6日 - ）[4]
- エフエム大阪
  - キン☆ボシ～HAPPY HOUR（毎週金曜日17:00 - 18:55、2018年10月5日 - ）
  - アサトク（毎週月～木曜日5:00 - 6:55、2024年9月30日 - ）

### 過去
- しもぐち☆雅充の今夜は歌わナイト（2012年1月6日 - 12月30日、 ABCラジオ）

以下の番組は、いずれもα-Stationで放送。
- KYOTO STYLE
- OLD PAL
- Moonlight Walk Friday（毎週金曜日 20:00 - 22:00、2008年 - 2009年3月27日）
- Radio B☆B （毎週土曜日20：30 - 21：00、2011年5月7日 - 2013年3月30日）
- STAR TRAVELER 毎週金曜日20:00 - 21:00 2013年11月6日- ）[5]

## CD（リリィ喜代口&ホセ雅口名義）
- 「夜を焦がせ〜CANDLE☆TONIGHT〜」2007年7月25日発売
- 「PASSION☆TONIGHT〜むらさきに揺れて〜」2007年12月22日発売
- 「太陽がおかした罪」 2009年1月16日発売
- 「さよならは言わない〜Rainy☆Tonight〜」
  - 『OOLONG & WINE〜ええ大人がつくった、ええ大人のためのロック集』に収録
- 「リリホセ」2012年2月15日発売　メジャー・デビュー/初のフルアルバム。過去発表楽曲も収録。